# Marko Tepavac
Marko Tepavac (serbisch-kyrillisch Марко Тепавац; * 5. April 1994 in Belgrad) ist ein serbischer Tennisspieler.

## Karriere
Marko Tepavac spielt hauptsächlich Turniere auf der zweit- und drittklassigen Challenger und Future Tour. Auf der Future Tour konnte er bisher zwölf Einzel- und vier Doppeltitel gewinnen. Seinen ersten Titelgewinn auf der Challenger Tour konnte er 2016 in Qarshi feiern. Er konnte unter anderem im Viertelfinale Karen Chatschanow schlagen und besiegte im Finale den topgesetzten Israeli Dudi Sela in drei Sätzen.
Zu seiner Premiere auf der ATP World Tour kam Tepavac 2017 in Sofia. Nachdem er in der Qualifikation bereits gegen Maximilian Marterer ausgeschieden war, rückte er als Lucky Loser in das Hauptfeld nach. Dort traf er auf Michail Juschny, gegen den er in zwei Sätzen verlor. Seine beste Platzierung in Weltrangliste, ein 174. Rang, erreichte er im Oktober 2016.

## Erfolge
| Legende (Anzahl der Siege)  |
| Grand Slam                  |
| ATP World Tour Finals       |
| ATP World Tour Masters 1000 |
| ATP World Tour 500          |
| ATP World Tour 250          |
| ATP Challenger Tour (1)     |

### Einzel

#### Turniersiege
| Nr. | Datum       | Turnier | Belag     | Finalgegner | Ergebnis       |
| --- | ----------- | ------- | --------- | ----------- | -------------- |
| 1.  | 7. Mai 2016 | Qarshi  | Hartplatz | Dudi Sela   | 2:6, 6:3, 7:64 |